# Pulentos, la película
Pulentos, la película es una película chilena de 2007 de la serie animada Pulentos estrenada comercialmente el 25 de diciembre de 2007, dirigida por Julio Pot.
Una de sus principales y más extrañas características es que la animación de la película no está en 3D como lo es en la serie, sino que digital en 2D. En la película se muestra la participación del grupo mexicano Plastilina Mosh, con el cual se realizó una versión de uno de los temas de la banda.

## Sinopsis
Los Pulentos vivirán su mayor aventura, ahora en la pantalla grande. Benzo, Nea, Barry, Walala y Ramón reciben una invitación que podrá cambiar sus vidas para siempre, ya que han sido postulados para un importante premio de música internacional.
Por primera vez, la posibilidad de la fama mundial está al alcance de la mano. Tras un viaje a Miami lleno de sobresaltos y sorpresas, Los Pulentos se verán enfrentados a una nueva disyuntiva. Benzo conoce a Madame Nidia, quien le ofrece la posibilidad de llevarlo a la fama, lo que hace que al joven DJ del grupo se le vayan los humos a la cabeza. Sin reparar en los riesgos que puede traer la fama y a costa incluso de la amistad que los une, el grupo comienza a vivir situaciones que los pondrán a prueba, y a enfrentar la amenaza que hay detrás de las supuestas buenas intenciones de Madame Nidia.
Las fieles mascotas del grupo, Jorge, su perro, y Tom York, un peculiar ratón, serán los primeros en descubrir lo que oculta esta misteriosa mujer y vivirán sus propias aventuras y peligros.

## Personajes
Son Ramón, Benzo, Walala, Nea, y Barry, con las mascotas Tom York y Jorge como personajes principales.
- Madame Nidia: Una misteriosa mujer que conoció Benzo en Miami, por lo que invitó a los Pulentos a una fiesta, y proponerle a Benzo y al resto de sus amigos, la fama definitiva. Por lo que arregló el concurso mágicamente, para poder seguir su siniestro plan.
- Plastilina Mosh: Aparecen como invitados especiales de la película.
- Los Pinches: También son una banda de hip-hop, pero de origen mexicano, y con un aspecto parecido a Los Pulentos. También fueron nominados a los premios Drammy.
- I Loveny: Fue una cantante famosa en su niñez, gracias a Madame Nidia, ha logrado tener la fama mundial, firmando un contrato, pero cuando cambió la voz se convirtió en uno de Los Bajitos. Hasta ahora no se sabe de su nombre real.
- Los Bajitos: Eran niños famosos, que cayeron en la trampa de Madame Nidia.
- Menzo Toyos: Es una versión de Los Pinches de Benzo. También líder de dicha banda. Posee trenzas en su calva, y también una nariz de payaso, aunque de goma

## Curiosidades
- Los premios Drammy son referencia de los premios Grammy.
- En la película, Nea lleva el mismo gorro y peinado de la primera temporada de la serie, y la ropa que usa en la segunda temporada de la serie, sólo que menos ajustada.
- En el momento que Benzo está guardando su equipaje para irse a Miami, se muestra un monitor de computador de marca Sorry (parodia de la marca Sony).
- Cuando Walala va a buscar su guitarra, en la puerta de su habitación aparece un cartel que dice: KoRn Flakes. Mezclas entre los nombres del grupo Korn y el cereal Corn Flakes.
- Cuando viajan en el avión, detrás del capitán Zamora se puede ver a Julieta, personaje de la agenda del mismo nombre.
- Melón de Villa Dulce, hace su cameo en la película. Luego de que el líder de Los Pinches, humillara a Benzo tras interrumpir su entrevista.
- Cuando los Pulentos reciben su premio, entre el público se puede ver al Profesor Rossa y a Guru Guru, personajes del programa El mundo del Profesor Rossa. También se puede ver a Wally de la franquicia ¿Dónde está Wally?
- Tras ganar al Drammy, los Pulentos son invitados por la entonces presidenta Michelle Bachelet, al Palacio de La Moneda. Entre el público infantil eufórico, se encuentra La Pequeña Gigante.
- Cuando Benzo está en su casa leyendo un diario, en la portada dice Las Penúltimas Noticias, haciendo una clara referencia a Las Últimas Noticias.
- Mientras Madame Nidia habla con Benzo, muestra una serie de películas antiguas, donde salen estrellas infantiles, que hacen referencia a estrellas de la vida real: I Loveny, hace referencia a la actriz infantil de los años 40, Sherley Temple. Y Miguelito, hace obvia referencia a Michael Jackson.
- En la misma escena, I Loveny canta un cover al estilo de la música de los años 20, de la canción En Mejllones, de Roberto Parra.
- Existe una incongruencia en la película con respecto a la edad de I Loveny, es que en su época de cantante luce de 7 a 8 años, mientras que en 2007 aparenta de 12 años. Siendo este un error, ya que para esa época I Loveny debe estar en sus más de 40 años, lo cual su apariencia no corresponde.
- Se mostró en una escena de la película, un programa llamado QTH denominado como Qué Tai Hociconeando, que es una mezcla de los programas faranduleros como SQP, de Chilevisión, y MQH de Mega.

## Temas de la película
- Fama (solo en los créditos) 3:04
- Cachipún (nueva versión) 2:34
- Piantes (nueva versión en conjunto con Plastilina Mosh) 2:38
- Pulentos (nueva versión en conjunto con I Loveny) 3:51